# Tăușoare-Zalion (complex carstic)
Complexul carstic "Tăușoarele-Zalion" din Munții Rodnei este alcătuit din Peștera Izvorul Tăușoarelor și Peștera Jgheabul lui Zalion.

## Obiectul ocrotirii
Rezervația naturală "Tăușoare-Zalion" de la Gersa a fost declarată  monument al naturii în principal datorită prezenței cristalelor de gips și a unor fosile cu importanță științifică descoperite în cadrul ei (insecte, crustacei, lilieci).

## Localizare și acces
Peștera de la Izvorul Tăușoarelor este situată la cca. 950m altitudine, în versantul stâng al văii Izvorul Tăușoarelor din bazinul superior al Văii Gersa. Se poate ajunge la peșteră pe traseul: 
- Bistrița - Năsăud - Salva - Telciu - Valea Telcișorului - peșteră
- Bistrița - Năsăud - Rebrișoara - Valea Gersa - Izvorul Tăușoarelor - peșteră
- Bistrița - Năsăud - Rebrișoara - Rebra - Parva - Valea Izvorul Bârlei - peșteră

Cu mijloace auto se poate ajunge până în Telciu, Gersa și Parva, puncte de plecare spre cele două peșteri.
La peștera "Jgheabul lui Zalion" se poate ajunge:
- din Telcișor, pe traseul: Valea Telcișorului - Valea Seacă - peșteră
- din Parva pe traseul: Valea Rebrei - Valea Rea - Obcina Rebrișorului - peșteră

## Peștera Izvorul Tăușoarelor
Peștera de la Izvorul Tăușoarelor are o dezvoltare de 16.107m și o adâncime de 461,6m (cea mai mare diferență de nivel din România).
Ea drenează în subteran cursul epigeu al pârâului Izvorul Tăușoarelor.
Galerii lungi și nu de puține ori înguste leagă sălile mari ale acestei peșteri tinere și active ce adăpostește relativ puține formațiuni carstice
Se remarcă apariția a numeroase anthodite de gips și aragonit a căror elemente depășesc uneori 10cm lungime și sunt grupate în așa fel încât au aspectul unor crizanteme de piatră.
Interesantă este și apariția unor depozite aluvionare stratificate, groase (peste 10m), care colmatează unele diaclaze ale peșterii.
Studiul acestora este deosebit de important pentru paleoclimatologie.

## Peștera Jgheabul lui Zalion
Este situată aproape de izvoarele Pârâului Orbului, afluent de stânga al Văii Seci.
Accesul se face de pe Valea Telcișorului iar în subteran se pătrunde pe o galerie descendentă care debușează într-un aven îngust ce nu depășește 3m, dar are o adâncime de 44m.
Jgheabul lui Zalion are 4.513m lungime iar adâncimea peșterii este de 303m.
În cea mai mare parte peștera este foarte îngustă, pigmentată cu numeroase cascade.
Formațiunile de peșteră sunt prezente pe tot parcursul.